# والتر ماش
والتر سكوت ماش  (بالإنجليزية: Walter Murch)‏ (من مواليد 12 يوليو 1943) يعمل في مونتاج الأفلام الأميركية وهو أيضاً مصمم صوتي. حصل والتر على العديد من الجوائز ولديه ابتكارات في عالم المونتاج.

## روابط خارجية
- والتر ماش على موقع IMDb (الإنجليزية)
- والتر ماش على موقع ألو سيني (الفرنسية)
- والتر ماش على موقع أول موفي (الإنجليزية)
- والتر ماش على موقع قاعدة بيانات الأفلام السويدية (السويدية)
- والتر ماش على موقع قاعدة بيانات الفيلم (الإنجليزية)
- والتر ماش على موقع كينوبويسك (الروسية)